# ブーフーウー (子供服)
株式会社ブーフーウー（BOOFOOWOO CO.,LTD.）は、かつて子供服の製造・販売を手がけていた日本の企業。

## 概要
1984年5月に創業。東京都港区にインポート雑貨と子供服の店「BOO FOO WOO」を開店し、1987年4月に法人へ改組。「I LOVE BOO」や「BOO HOMES」などの自社ブランドを展開し、店舗も100店舗を展開するまでに成長した。
2007年7月期には約57億1800万円の売上を記録したが、価格設定が高めであったこともあり、売上は悪化の一途を辿り、2014年7月期の売上高は約8億円にまで落ち込んだ。これに追い討ちをかけるかのように、2007年に購入した自社ビルの取得費用や出店費用等が重荷となり、経営状況は悪化。
ブーフーウーは2014年10月30日に東京地方裁判所へ民事再生法適用を申請。同年12月にリサイクルショップを展開する株式会社AKIRAを民事再生スポンサーに選定。2015年2月にAKIRAが設立した株式会社ブーフーウー（新社）へ事業を譲渡。同時にブーフーウー（旧社）は、株式会社旧ブーフーウーへ商号変更され、旧ブーフーウーは2016年3月16日に法人格が消滅した。
ブーフーウー（新社）はAKIRAの下で再建を図ろうとしたが、AKIRA自体が2018年から取引先への支払いが滞るなど業績が悪化したため、2018年10月2日に事業を停止。同日にAKIRAと共に東京地方裁判所から破産手続開始決定を受けた。そして2019年3月15日に法人格が消滅した。

## 沿革
- 1984年5月13日 - 創業。東京都港区に「BOO FOO WOO」を開店。
- 1987年
  - 4月10日 - 有限会社アメリカ市場として法人に改組[2]。
  - 7月 - 商号を有限会社ブーフーウーへ変更[2]。
- 1996年7月 - 株式会社へ改組[2]。
- 1999年 - ロサンゼルスに BOOFOOWOO Ltd.(U.S.A)を 設立。
- 2014年
  - 10月30日 - 東京地方裁判所へ民事再生法適用を申請。
  - 12月 - 民事再生スポンサーに株式会社AKIRAを選定。
- 2015年2月 - 新旧分離を実施し、全事業を株式会社ブーフーウー（新社）へ譲渡。同時に株式会社ブーフーウー（旧社）の商号を株式会社旧ブーフーウーへ変更[5]。
- 2016年3月16日 - 旧ブーフーウーの法人格消滅[5]。
- 2018年10月2日 - ブーフーウー（新社）がAKIRAと共に東京地方裁判所から破産手続開始決定を受ける。
- 2019年3月15日 - ブーフーウー（新社）の法人格消滅。